# Кахіані Михайло Іванович
Михайло Іванович Кахіані (жовтень 1896, місто Батум, тепер Грузія — розстріляний 11 грудня 1937, місто Тбілісі, тепер Грузія) — грузинський радянський партійний і державний діяч, член ЦВК СРСР. Кандидат у члени ЦК ВКП(б) у 1930—1934 роках. Член Комісії партійного контролю при ЦК ВКП(б) у 1934—1937 роках.

## Життєпис
Народився в Батумі в родині дворянина, купця 2-ї гільдії. У 1914 році закінчив Батумську гімназію.
З серпня 1914 по червень 1917 року — студент факультету економіки Московського комерційного інституту, закінчив три курси. У 1915—1917 роках брав активну участь у студентських антивійськових мітингах та страйках.
Член РСДРП (інтернаціоналістів) з березня по липень 1917 року. Член РСДРП(б) з липня 1917 року.
У 1917 році працював в газеті «Социал-демократ». У червні — листопаді 1917 року — член та секретар П'ятницької районної думи міста Москви. Під час жовтневого перевороту 1917 року — секретар Замоскворіцького революційного комітету міста Москви.
У листопаді 1917 повернувся до Грузії, де був обраний членом Батумського комітету РСДРП(б). З грудня 1917 по березень 1918 року — редактор газет «Буревестник», «Рабочая правда» в місті Батумі.
У 1918 році повернувся до Москви. З квітня 1918 по січень 1920 року — член президії та секретар Замоскворіцького районного комітету РКП(б) міста Москви, член виконавчого комітету Замоскворіцької районної ради міста Москви.
У травні 1920 року відряджений на партійну роботу до Баку, де був обраний членом президії Бакинського комітету КП(б) Азербайджану. У травні — грудні 1920 року — завідувач відділу агітації та пропаганди Бакинського комітету КП(б) Азербайджану, редактор газети «Коммунист» у місті Баку. У грудні 1920 — грудні 1921 року — секретар Бакинського комітету КП(б) Азербайджану.
З листопада 1921 по вересень 1923 року — секретар Тбіліського комітету КП(б) Грузії.
З вересня 1923 по 1924 рік — секретар ЦК КП(б) Грузії.
У 1924 — 6 травня 1930 року — відповідальний (з квітня 1928 року — 1-й) секретар ЦК КП(б) Грузії. 1928 року обраний членом ЦВК СРСР. Одночасно, 10 січня 1928 — 8 травня 1930 року — 3-й секретар Закавказького крайового комітету ВКП(б).
28 квітня 1930 — 25 лютого 1931 року — 2-й секретар Середньоазійського бюро ЦК ВКП(б) у Ташкенті.
5 травня 1931 — 21 січня 1933 року — 2-й секретар Казакського крайового комітету ВКП(б).
У березні 1933 — лютому 1934 року — член бюро редакційної колегії газети «Правда» в Москві.
З березня 1934 по липень 1937 року — уповноважений Комісії партійного контролю при ЦК ВКП(б) по Північно-Кавказькому краю в місті П'ятигорську.
25 липня 1937 року заарештований органами НКВС у місті П'ятигорську, етапований до міста Тбілісі. Засуджений Воєнною колегією Верховного суду СРСР 3 грудня 1937 року до страти, розстріляний 11 грудня 1937 року в Тбілісі.
30 березня 1955 року реабілітований, 29 квітня 1955 року посмертно відновлений в партії.